# Перелік ударів по житловій забудові під час російського вторгнення (квітень 2022)
Удари по житловій забудові України під час російсько-української війни — воєнний злочин, скоєний російськими військовими під час повномасштабного військового вторгнення в Україну.
У переліку подано інформацію про удари по житловій та громадській забудові яка була опублікована у відкритих джерелах. Подано інформацію про атаки протягом квітня 2022 року.

## Загальна інформація
Згідно моніторингової місії ООН з прав людини в Україні відомо про 842 загиблих цивільних українців протягом квітня 2022 року.

### Руйнування населених пунктів прилеглих до лінії зіткнення
У населених пунктах які знаходяться біля лінії бойового зіткнення, постійно відбуваються обстріли житлової та іншої цивільної забудови (у тому числі медичних установ, навчальних закладів, комерційної забудови). Впродовж квітня 2022 року, обстріли відбувалися вздовж прикордонних громад Чернігівщини, Сумщини, та Харківщини, а також громад Запорізької, Дніпропетровської, Херсонської та Миколаївської областей із використанням ракет, безпілотників, мінометів, артилерії, реактивних систем залпового вогню, вогнем бронетехніки та стрілецької зброї.
Вздовж державного кордону:
- У Чернігівській області — Корюківська, Новгород-Сіверська, Семенівська, Сновська громади.
- У Сумській області — Білопільська, Великописарівська, Глухівська, Краснопільська, Миропільська, Новослобідська, Путивльська, Хотінська, Юнаківська громади.
- У Харківській області — Вільхуватська, Вовчанська, Дворічанська, Дергачівська, Золочівська, Липецька громади

Між тимчасово окупованою територією:
- У Харківській області — Борівська, Дворічанська, Ізюмська, Кіндрашівська, Куп'янська, Курилівська, Оскільська, Петропавлівська громади
- У Луганській області — Красноріченська, Лисичанська громади
- У Донецькій області — Званівська, Сіверська громади
- У Запорізькій області —
- У Херсонській області —
- У Миколаївській області —

## Перелік
Червоним кольором позначені атаки у яких відомо про загибель людей.
| дата і місце | дата і місце                      | тип зброї     | подробиці атаки, жертви (загиблі/поранені)                     | подробиці атаки, жертви (загиблі/поранені) |
| ------------ | --------------------------------- | ------------- | -------------------------------------------------------------- | ------------------------------------------ |
| 02/04        | Дніпропетровська обл., Кривий Ріг | РСЗВ          | влучання в житлові будинки приватного сектору                  | —                                          |
| 03/04        | Харків                            | артобстріл    | обстріл житлових будинків у Слобідському районі Харкова        | 7/34                                       |
| 03/04        | Донецька обл., Бахмут             | ракетний удар | цивільна інфраструктура                                        | 1/0                                        |
| 04/04        | Харківська обл., Барвінкове       | артобстріл    | обстріл житлових будинків                                      | —                                          |
| 06/04        | Харків                            | артобстріл    | влучання по житлових кварталах Харкова                         | —                                          |
| 08/04        | Донецька обл., Краматорськ        | Точка-У       | площа перед залізничним вокзалом                               | 61/121                                     |
| 13/04        | Дніпропетровська обл., Черкаське  | ракетний удар | цивільна інфраструктура                                        | 0/7                                        |
| 14/04        | Чернігівська обл., Городня        | Точка-У       | цивільна інфраструктура                                        | —                                          |
| 15/04        | Миколаїв                          | ракетний удар | цивільна інфраструктура                                        | —                                          |
| 18/04        | Львів                             | ракетний удар | влучання у СТО                                                 | 7/11                                       |
| 19/04        | Миколаївська обл., Баштанка       | ракетний удар | лікарня                                                        | —                                          |
| 20/04        | Миколаїв                          | ракетний удар | цивільна інфраструктура                                        | —                                          |
| 22/04        | Запоріжжя                         | ракетний удар | музей                                                          | —                                          |
| 22/04        | Донецька обл., Лиман              | РСЗВ          | руйнування лікарні, і житлових будинків, які розташовані поруч | —                                          |
| 23/04        | Одеса                             | ракетний удар | влучання у житлові будинки, міський цвинтар                    | 8/19                                       |
| 23/04        | Миколаїв                          | Калібр        | цивільна інфраструктура                                        | —                                          |
| 25/04        | Миколаївська обл., Очаків         | Х-35          | цивільна інфраструктура                                        | —                                          |
| 28/04        | Київ                              | ракетний удар | житловий будинок, жертви: 1/10                                 | 1/10                                       |
| 28/04        | Запоріжжя                         | Х-55          | житлові будинки                                                | 0/3                                        |